# Düz Qırıqlı
Düz Qırıqlı è un comune dell'Azerbaigian situato nel distretto di Tovuz. Conta una popolazione di 5.808 abitanti.